# Agdistis hartigi
Agdistis hartigi is een vlinder uit de familie vedermotten (Pterophoridae). De wetenschappelijke naam is voor het eerst geldig gepubliceerd in 1973 door Arenberger.
De soort komt voor in Europa.